# Bildungs- und Kulturdirektion des Kantons Bern

Logo des Kantons Bern

Die Bildungs- und Kulturdirektion des Kantons Bern, kurz BKD (französisch Direction de l’instruction publique et de la culture, INC), ist eine der sieben Direktionen (vergleichbar mit den Landesministerien in den deutschen Bundesländern) der Zentralverwaltung des schweizerischen Kantons Bern. Ihr steht seit 1. Juni 2018 Regierungsrätin Christine Häsler (Grüne) vor. Von 1832 bis zum 31. Dezember 2019 hiess die Direktion Erziehungsdirektion des Kantons Bern (ERZ).

## Aufgaben
Die Hauptaufgaben der Bildungs- und Kulturdirektion sind einerseits die Führung des Bildungswesens und andererseits die Pflege und Förderung der Kultur.
Im Bereich Bildung beaufsichtigt die Direktion die Volksschule, die Mittelschulen, die Berufsbildung und die Berufsfachschulen sowie die Pädagogische Hochschule, die Fachhochschule, die Universität und die Weiterbildung. Im Rahmen der anwendbaren interkantonalen Vereinbarungen nimmt die Bildungs- und Kulturdirektion Aufsichts- und Steuerungsaufgaben bei den beiden gemeinsamen Hochschulen der Kantone Bern, Neuenburg und Jura – der Pädagogischen Hochschule der Kantone Bern, Jura und Neuenburg (Haute école pédagogique des cantons de Berne, du Jura et de Neuchâtel, HEP BEJUNE) und der Haute École Arc (HE-Arc) – wahr.
Im Bereich Kultur fördert die Direktion das kulturelle Schaffen (über Kulturförderbeiträge) und sorgt für die Bewahrung und Weitergabe des kulturellen Erbes (Kultur- und Denkmalpflege).

## Struktur
Die Bildungs- und Kulturdirektion umfasst das Generalsekretariat und fünf Ämter:
- Generalsekretariat der Bildungs- und Kulturdirektion (GS BKD)
- Amt für Kindergarten, Volksschule und Beratung (AKVB)
- Mittelschul- und Berufsbildungsamt (MBA)
- Amt für Hochschulen (AH)
- Amt für Kultur (AK)
- Amt für zentrale Dienste (AZD ERZ)

Per Ende Dezember 2023 beschäftigte die Bildungs- und Kulturdirektion 1674 Mitarbeitende.